# Кускус (крупа)
Куску́с (бербер. ⵙⴻⴽⵙⵓ, араб. كُسْكُس) — крупа, а також страва з неї, що походить з країн Магрибу. Її виготовляють із зерен пшениці (манної крупи) або проса. Для приготування кускусу використовується груба манна крупа, яку збивають у більші частинки, просіюють через сито та висушують. Отримані зерна використовуються як гарнір для великої кількості м'ясних та овочевих страв у кухнях північноафриканських країн.

## Етимологія
Слово кускус має берберське походження. Точне утворення слова містить деякі неясності. Берберський корінь √K-S означає «добре сформований, добре згорнутий, закруглений». Численні назви та вимови кускусу існують у всьому світі.

## Історія
Незрозуміло, коли виник кус-кус. Історик харчування Люсі Боленс вважає, що кус-кус виник тисячоліття тому, під час правління Масинісса в стародавньому королівстві Нумідія в сучасному Алжирі. Сліди посуду для приготування їжі, подібних до кускусів, були знайдені в могилах 3 століття до нашої ери, з часів берберських королів Нумідії, в місті Тіарет, Алжир.
За словами Чарльза Перрі, кус-кус виник серед берберів Алжиру та Марокко між кінцем династії Зірідів XI століття, сучасним Алжиром і піднесенням халіфату Альмохадів XIII століття. Історик Хаді Ідріс зазначив, що кус-кус засвідчений в епоху Хафсидів, але не в епоху Зіріда.
У XII столітті кухарі Магрибі готували страви з не кашкоподібних зерен, перемішуючи борошно з водою, щоб створити легкі круглі кульки з кускусу, які можна було готувати на парі.
Історик Максим Родінсон знайшов три рецепти кус-кусу з арабської кулінарної книги XIII століття Kitab al-Wusla ila al-Habib, написаної аюбідським автором, і анонімної арабської кулінарної книги Kitab al tabikh і Fadalat al-Tujibi Ібн Разіна аль-Туджібі також містять рецепти.
Вважається, що кус-кус був поширений серед жителів Піренейського півострова берберськими династіями тринадцятого століття. У сучасному Трапані на Сицилії страву досі готують за середньовічним рецептом андалузького автора Ібн Разіна аль-Туджібі. Євреї з Іспанії та Португалії ввели кускусу в тосканську кухню, коли вони оселилися в Ліворно наприкінці XVI століття, а сім'ї, які переїхали з Табарки до Лігурії, привезли страву з собою в Карлофорте в XVIII столітті.
Відомий у Франції з XVI століття, він був занесений у французьку кухню на початку XX століття через Французьку колоніальну імперію та П'єд-Нуар в Алжирі.

## Поширення
Кускус відомий за письмовими джерелами з XIII століття. Він є одним з основних продуктів харчування в країнах Магрибу: Алжирі, Тунісі, Лівії та на півночі Марокко. Також він є дуже поширеним і в інших частинах Африки, у Франції, на Сицилії, в Ізраїлі та інших країнах Близького Сходу.
Після репатріації євреїв з країн Магрибу в 1940-х і 1950-х рр. в Ізраїлі набув поширення аналог кускусу — птітім (івр. פתיתים), який відрізняється більшим розміром зерен (на зразок ризоні).
Із 2000-х років набув поширення також і в Україні.

## Інтернет-ресурси
- Ось вам кус-кус/ Україна Молода. Номер 088 за 20.06.2012 [Архівовано 27 вересня 2013 у Wayback Machine.]
- Mediterranean and World Cuisine: Couscous: History of Couscous by Clifford A. Wright
- Saudi Aramco World article on Couscous: Couscous — The Measure of the Maghrib. Written by Greg Noakes and Laidia Chouat Noakes 1998.
- Magharebia.com: News and Views of the Maghreb article on Couscous [Архівовано 4 березня 2016 у Wayback Machine.]: Couscous: Long-Term Maghreb Staple Still Going Strong
- Як готовуати кус-кус [Архівовано 25 жовтня 2021 у Wayback Machine.]

| каша | Це незавершена стаття про кашу. Ви можете допомогти проєкту, виправивши або дописавши її. |